# Prisión de Alcalá Meco
La prisión de Alcalá Meco se ubica en el término municipal de Alcalá de Henares (Madrid) España, próximo a Meco. También recibe el nombre de Centro Penitenciario Madrid I - Alcalá mujeres y Centro Penitenciario Madrid II.

## Edificio
Es un centro penitenciario arquitectónicamente único en España, ya que se construyó en 1981 según un modelo suizo de alta seguridad que después no se implantó. Alcalá Meco (Madrid II) es una antigua prisión de alta seguridad que ahora se emplea para custodiar a internos penados y preventivos (a la espera de sentencia) que dependen de la Audiencia Nacional o que sean naturales de la zona. 
Cuenta con una población de internos que ronda los 1000 reclusos, divididos en dos zonas simétricas de reclusión, independientes la una de la otra, y que solo comparten los servicios auxiliares de oficinas, accesos, cocina y polideportivo con pista exterior de fútbol, donde el equipo de la prisión disputaba sus partidos, ya que participaba en la liga de tercera regional de fútbol. 

## Personajes
Su fama mediática le viene de haber sido lugar de reclusión de personajes tan famosos como José María Ruiz-Mateos, Carme Forcadell, Mario Conde, Mariano Rubio, Julián Sancristóbal o Dolors Bassa.[cita requerida]